# Ramsauer Ache
Die Ramsauer Ache ist ein Fließgewässer in den Berchtesgadener Alpen in Bayern. Sie trägt ihren Namen ab der Einmündung des den Hintersee entwässernden Sillersbachs. Bis dahin führt ihr Oberlauf den Namen Klausbach. An der Vereinigung mit der etwas größeren, von rechts kommenden Königsseer Ache (gut 8,3 m³/s gegenüber 7,3 m³/s der Ramsauer Ache) in Berchtesgaden beginnt die Berchtesgadener Ache.

## Geographie

### Verlauf
Nach der Vereinigung des Klausbachs mit dem Sillersbach fließt die Ramsauer Ache zunächst ungefähr ostwärts. Am Eingang des Zauberwaldes im Bereich um die Marxenbrücke durchläuft sie dabei die Marxenklamm. Bei der Lattenbrücke fließt unter der Wallfahrtskirche Maria Himmelfahrt (Kunterwegkirche) von Ramsau linker Hand der Lattenbach zu. Im Ortszentrum von Ramsau münden von rechts der Öfenbach oder Eckaugraben, der allerdings nur nach anhaltendem Regen Wasser führt, von links der Schwarzeckerbach und der Freidinggraben, der ebenfalls nur unbeständigen Durchfluss hat.
Im Ortsteil Wimbachbrücke fließt von rechts der Wimbach ein, wenig danach von derselben Seite der Schapbach. Dann wendet sich die Ramsauer Ache auf ostnordöstlichen Lauf, zwängt sich am Ausgang des Ramsauer Tales beim Felsentor durch die Preisenklamm und verlässt wenig später das Gemeindegebiet von Ramsau. Auf den nächsten Kilometern ist sie Grenzgewässer und trennt die Gemeindegebiete von Bischofswiesen am linken und Schönau am Königssee am rechten Ufer.
An der Gmundbrücke wird sie von der Bischofswiesener Ache verstärkt, die aus dem Nordwesten kommt und ihr einzugsgebietsreichster Zufluss ist; aus deren Tal kommend folgt ihr nun am linken Ufer die Bahnstrecke Bad Reichenhall–Berchtesgaden. Auf ihrem letzten Kilometer trennt sie nun das Gebiet von Markt Berchtesgaden linksseits von dem Schönaus am rechten. Beim Bahnhof Berchtesgaden vereint sie sich mit der von rechts kommenden Königsseer Ache zur Berchtesgadener Ache, die nordostwärts abfließt.

### Zuflüsse
Vom Zusammenfluss der Oberläufe bis zur Mündung. Auswahl.
- Klausbach, rechter Oberlauf, ca. 6 km mit Oberlaufabschnitt Hirschbichlklausgraben
- Sillerbach, linker Oberlauf
- Lattenbach, von links, ca. 5,1 km mit Oberlauf Klausbach und ca. 9,4 km²
- Fendtgraben, von rechts
- Eckaugraben oder Öfenbach, von rechts
- Schwarzeckerbach, von links
- Freidinger Graben, von links
- Gröllbach, von links
- Heinzengraben, von links
- Wimbach, von rechts, 10,9 km mit Oberlauf Schönfeldgraben und unterirdischem Laufabschnitt sowie 35,8 km²[6]; fließt längstenteils unter einer Schotterdecke im Wimbachtal
- Schapbach, von rechts
- Mindlgraben, von links
- Hammerstielgraben, von rechts
- Bachmanngraben, von links
- Wastlerbach, von rechts
- Hebenstreitbach, von links
- Stangerriegelbach, von links
- Bischofswieser Ache, von links, 12,9 km[3] mit längster Oberlauffolge und 45,6 km²[3]

## Tallandschaft und Nutzung
Die beiden Wasserkraftwerke Gummerer und Dieterich nutzen die Energie der Ramsauer Ache auf Ramsauer Gemeindegebiet, ein weiteres Wasserkraftwerk der Bischofswiesener Wasserkraft ist in Engedey in Betrieb. Für eine neue Wasserkraftanlage auf Höhe des unteren Felsentors wurde ein wasserrechtliches Gestattungsverfahren eingeleitet.

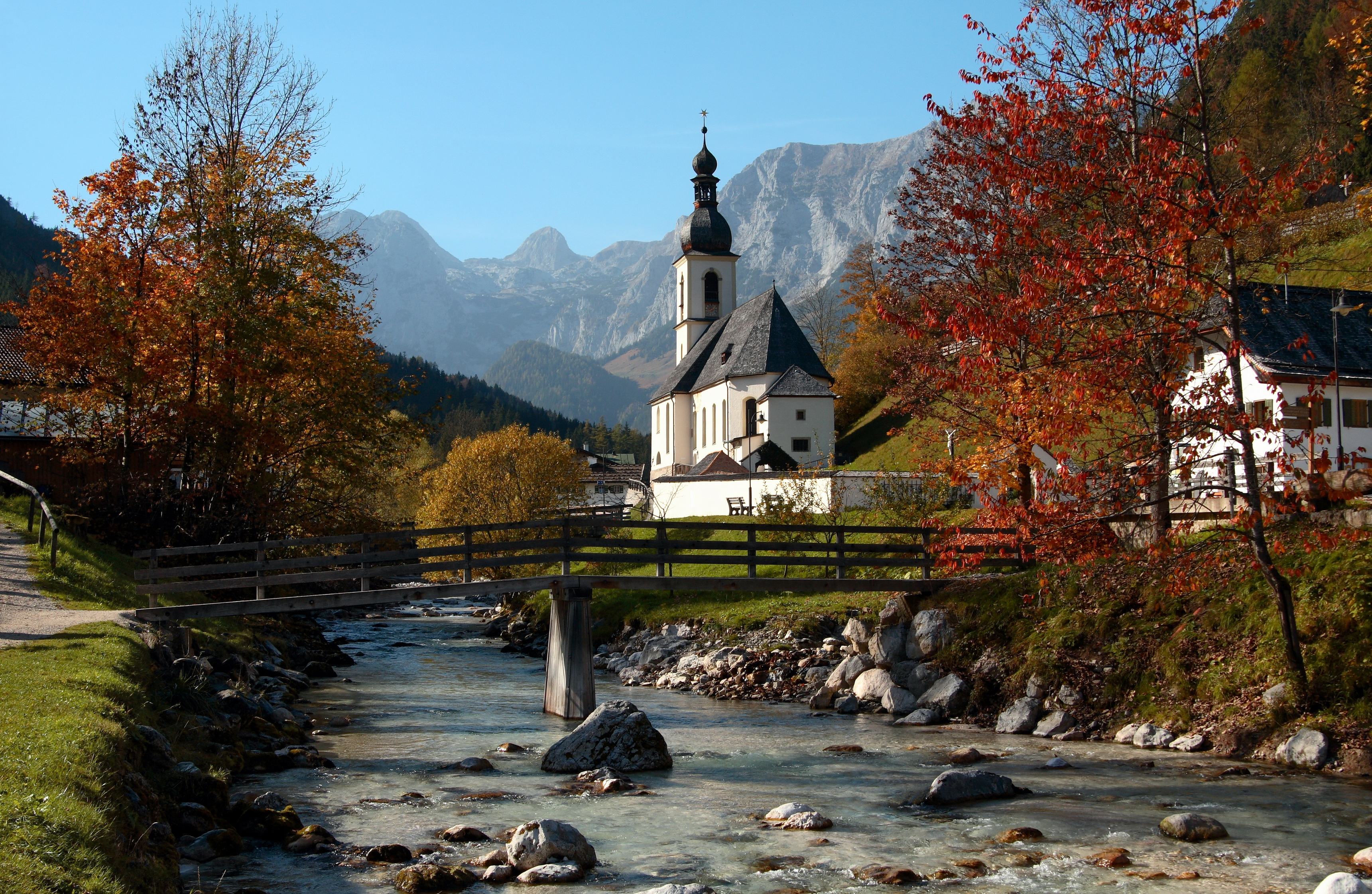
Ramsauer Ache mit Pfarrkirche St. Sebastian – vom Malerwinkel aus

Die Ramsauer Ache wird von der Mündung bis zur Vereinigung mit der Königsseer Ache von folgenden Straßenbrücken überspannt: Nach dem Zauberwald durch die Brücke der alten Hinterseer Straße, bei der Marxenklamm durch die Marxenbrücke (St 2099), beim Ortseingang durch die Pfeiffenmacherbrücke, im Ort durch die Wirts-, Schmied-, Bachrand-, Neuhausen- und Hiasenbrücke; diesen folgt bei der Reschensiedlung die Reschenbrücke anschließend die Aurerbrücke und die Wimbachbrücke. Im Bereich der Gemeinden Bischofswiesen und Schönau am Königssee die Duftbrücke (BGL) und die Brücke Stangersteg zuletzt vor der Vereinigung mit der Königsseer Ache eine der drei Brücken des Kreisverkehrs (B 305).